# سالي موريسون
سالي موريسون (بالإنجليزية: Sally Morrison)‏ (29 يونيو 1946)؛ كاتِبة وروائية أسترالية.